# Марков, Алексей Константинович
Алексей Константинович Марков (1858, Санкт-Петербург — 1 августа 1920) — русский археолог и нумизмат.

## Биография
Учился в Париже, в Специальной школе восточных языков, а в 1880—1882 годах — в Санкт-Петербургском археологическом институте.
С 1885 года читал лекции в Археологическом институте, в 1886 году занял кафедру древней нумизматике этого института.
С 1888 года — хранитель Эрмитажа, заведовал отделением восточных монет. После смерти в 1900 году старшего хранителя Отделения монет и медалей Ю. Иверсена занял его должность. После Октябрьской революции остался на своей должности и был введён в Совет Эрмитажа. После создания в 1919 году Нумизматической комиссии при Академии истории материальной культуры был введён в её состав.
С 1885 года — действительный член Русского археологического общества, с 1889 года — действительный член Московского нумизматического общества, с 1907 года — член-корреспондент Императорской археологической комиссии.
Издал ряд работ по нумизматике эллинистического Востока, античной, византийской, восточной и русской нумизматике.
Скончался в Петрограде, похоронен на Волковском кладбище.

## Избранная библиография
- Les monnaies des rois parthes. — СПб, 1877;
- Библиография классической археологии за 1884—86 г. — СПб., 1886;
- Catalogue des monnaies Arsacides, Subarsacides, Sassanides etc. de l’Institut des Langues Orientales du Ministère des Affaires Etrangères. — СПб., 1889;
- Registre général des monnaies orientales du même Institut. — 1891;
- Неизданные арсакидские монеты. — СПб., 1892;
- Инвентарный каталог мусульманских монет Имп. Эрмитажа. — СПб., 1896;
- Топография кладов восточных монет (сасанидских и куфических). — СПб., 1910;
- Каталог Джалаиридских монет. — СПб., 1897.
- Русская нумизматика. Конспект лекций в ИПАИ. Изд. 2. Петроград, 1915.